# Président du Comité permanent de l'Assemblée nationale populaire
Le président du Comité permanent de l'Assemblée populaire nationale est le dirigeant du Comité permanent de l'Assemblée nationale populaire (CPANP), qui est l'organe permanent et dirigeant de l'Assemblée nationale populaire (ANP), l'organe législatif national de la Chine.
Le titre est président est donné lors d'une session par le présidium de l'Assemblée. En réalité, le président est choisi en interne par le Parti communiste chinois (PCC). Le rôle du président est de diriger les travaux du CPANP avec le soutien de ses vice-présidents et du secrétaire général du parlement. Ensemble, ils forment le Conseil des présidents. Les vice-présidents peuvent être délégué par le président pour exercer des pouvoirs spéciaux. En cas d'incapacité, le comité permanent de l'Assemblée élit l'un des vice-présidents à son poste.
Le poste détient des pouvoirs constitutionnels de réserve en vertu de la révision de 1982 de la Constitution de la république populaire de Chine. Sur les fondements de l'article 84 de la constitution de la république populaire de Chine, si le président de la république et le vice-président sont tous deux empêchés, et que l'Assemblée ne peut pas élire un remplaçant, le président de l'Assemblée assume les fonctions présidentielles.
Dans l'ordre de préséance politique, le président de l'Assemblée se classe en dessous du secrétaire général du parti communiste chinois (chef suprême) et du président de la république (représentant de l'État). Le rang de ce poste ne reflète pas nécessairement son pouvoir réel, qui varie en fonction du titulaire. Le président en exercice est Zhao Leji, qui est le troisième membre du Comité permanent du Politburo.

## Histoire
Lors de la rédaction de la constitution, des débats ont eu lieu sur le titre à utiliser pour le chef du Comité permanent de l'assemblée. Le 23 mars 1954, lors de la première réunion du Comité de rédaction de la Constitution, le Comité central du parti communiste chinois a présenté un projet utilisant le titre de « président » (议长). Au cours de la discussion du projet, plusieurs discussions ont eu lieu sur la question de savoir s'il fallait utiliser le titre de « président » ou d'« orateur » (委员长). Le titre de « président » a été contesté car son utilisation renvoyait au titre du président nationaliste du Kuomintang :  Tchang Kai-Chek. Fut également proposé le terme « président » (主席), similaire à celui de président du Présidium du Soviet suprême en URSS. Cette idée fut contestée car le titre était le même que celui de président de la république populaire de Chine, ce qui signifiait que les masses pourraient facilement les confondre.
Au cours de la discussion, Tian Jiaying, secrétaire général adjoint du Comité de rédaction de la Constitution, a déclaré que l'ANP est un organe de pouvoir réel, et non un simple organe délibératif, et que le titre de « président » n'est pas proportionné à sa nature. Finalement, le mot « président » (委员长) a été adopté. Ce poste a été créé avec l'adoption de la Constitution de 1954, Liu Shaoqi en étant le premier titulaire.
De 1975 à 1983, le président du Comité permanent a exercé les fonctions de représentant de l'État de la république populaire de Chine, la présidence ayant été supprimée de la constitution de 1975 et exclue du projet de 1978. Finalement, la présidence a été rétablie en 1982. Théoriquement, lors des manifestations de la place Tiananmen de 1989, le titulaire du poste de l'époque, Wan Li, avait le pouvoir de convoquer une session d'urgence de l'ANP pour résoudre le problème de manière constitutionnelle. Cependant, la liberté de mouvement de Wan a été restreinte par l'organisation officieuse des pouvoirs (structure interne du PCC) et l'a finalement rendu impuissant dans cette situation.
Entre 1993 et 1998, ce poste était occupé par Qiao Shi, qui était le troisième membre du Comité permanent du Politburo. Qiao a essayé de se débarrasser de la réputation de « chambre d'enregistrement » de l'ANP et de la transformer en une institution dotée d'un réel pouvoir dans l'établissement de l'état de droit. Le 16 mars 1998, Li Peng a été élu président du CPANP, en remplacement de Qiao Shi. Il a cependant été élu avec moins de 90 % des voix, et environ trois cents délégués ne l'ont pas soutenu, bien qu'il soit le seul candidat.

## Liste des présidents
Les mandats multiples, consécutifs ou non, sont répertoriés dans la colonne Mandat.
| Président                                           | Dates                             | Portait |
| --------------------------------------------------- | --------------------------------- | ------- |
| Liu Shaoqi                                          | 27 septembre 1957 - 27 avril 1959 |         |
| Zhu De                                              | 27 avril 1959 - 6 juillet 1976    |         |
| Présidence vacante du 7 juillet 1976 au 5 mars 1978 |                                   |         |
| Ye Jianying                                         | 5 mars 1978 - 18 juin 1983        |         |
| Peng Zhen                                           | 18 juin 1983 - 8 avril 1988       |         |
| Wan Li                                              | 8 avril 1988 - 27 mars 1993       |         |
| Qiao Shi                                            | 27 mars 1993 - 16 mars 1998       |         |
| Li Peng                                             | 16 mars 1998 - 15 mars 2003       |         |
| Wu Bangguo                                          | 15 mars 2003 - 14 mars 2013       |         |
| Zhang Dejiang                                       | 14 mars 2013 - 17 mars 2018       |         |
| Li Zhanshu                                          | 17 mars 2018 - 10 mars 2023       |         |
| Zhao Leji                                           | 17 mars 2023 - en cours           |         |